# Switun
Switun – imię męskie pochodzenia germańskiego, dwuczłonowe, złożone z członów: swit- ≤ swind — „waleczny, mężny” i -wuni //-wini — „przyjaciel”.
Switun imieniny obchodzi:
- 2 lipca, jako wspomnienie św. Swituna, biskupa Winchesteru (IX wiek),
- 10 grudnia, jako wspomnienie św. Swituna Wellsa.